# العلاقات السريلانكية الشمال مقدونية
العلاقات السريلانكية الشمال مقدونية هي العلاقات الثنائية التي تجمع بين سريلانكا وشمال مقدونيا.

## مقارنة بين البلدين
هذه مقارنة عامة ومرجعية للدولتين:
| وجه المقارنة                                              | سريلانكا                         | شمال مقدونيا                                               |
| --------------------------------------------------------- | -------------------------------- | ---------------------------------------------------------- |
| المساحة (كم2)                                             | 65.61 ألف                        | 25.71 ألف                                                  |
| عدد السكان (نسمة)                                         | 21.44 مليون                      | 2.08 مليون                                                 |
| الكثافة السكانية (ن./كم²)                                 | 326.78                           | 80.9                                                       |
| العاصمة                                                   | سري جاياواردنابورا كوتي، كولمبو  | إسكوبية                                                    |
| اللغة الرسمية                                             | اللغة السنهالية، اللغة التاميلية | اللغة المقدونية، اللغة الألبانية                           |
| العملة                                                    | روبية سريلانكي                   | دينار مقدوني                                               |
| الناتج المحلي الإجمالي (بليون دولار)                      | 87.17 مليار                      | 11.34 مليار                                                |
| الناتج المحلي الإجمالي (تعادل القوة الشرائية) بليون دولار | 246.62 مليار                     | 29.26 مليار                                                |
| الناتج المحلي الإجمالي الاسمي للفرد دولار أمريكي          | 3.93 ألف                         | 4.85 ألف                                                   |
| الناتج المحلي الإجمالي للفرد دولار أمريكي                 | 11.11 ألف                        | 16.25 ألف                                                  |
| مؤشر التنمية البشرية                                      | 0.757                            | 0.747                                                      |
| رمز المكالمات الدولي                                      | +94                              | +389                                                       |
| رمز الإنترنت                                              | .lk،                             | .mk                                                        |
| المنطقة الزمنية                                           | ت ع م+05:30                      | توقيت وسط أوروبا، ت ع م+01:00، ت ع م+02:00، أوروبا/سكوبيه ‏ |

## منظمات دولية مشتركة
يشترك البلدان في عضوية مجموعة من المنظمات الدولية، منها:
| علم المنظمة | اسم المنظمة                               | تاريخ انضمام سريلانكا | تاريخ انضمام شمال مقدونيا |
| ----------- | ----------------------------------------- | --------------------- | ------------------------- |
|             | مؤسسة التنمية الدولية                     | 27 يونيو 1961         | 25 فبراير 1993            |
|             | يونسكو                                    | 14 نوفمبر 1949        | 28 يونيو 1993             |
|             | وكالة ضمان الاستثمار متعدد الأطراف        | 27 مايو 1988          | 19 مارس 1993              |
|             | الأمم المتحدة                             | 14 ديسمبر 1955        | 8 أبريل 1993              |
|             | الاتحاد البريدي العالمي                   | ?                     | ?                         |
|             | البنك الدولي للإنشاء والتعمير             | 29 أغسطس 1950         | 25 فبراير 1993            |
|             | الاتحاد الدولي للاتصالات                  | 1897                  | 4 مايو 1993               |
|             | منظمة حظر الأسلحة الكيميائية              | ?                     | ?                         |
|             | مؤسسة التمويل الدولية                     | 20 يوليو 1956         | 25 فبراير 1993            |
|             | المركز الدولي لتسوية المنازعات الاستشارية | 11 نوفمبر 1967        | 26 نوفمبر 1998            |
|             | منظمة التجارة العالمية                    | ?                     | ?                         |
|             | منظمة الشرطة الجنائية الدولية             | ?                     | ?                         |

## وصلات خارجية
- موقع وزارة الخارجية السريلانكية